# Muralla de Dime
La muralla de Dime (en grec, Τείχος Δυμαίων) és un jaciment arqueològic situat a prop del cap Àraxos, a la rodalia de les localitats d'Áraxo i Kalogria, a Èlide, Grècia.

## Història
Aquest llogaret existeix des del Neolític, i es feu més important durant l'hel·làdic primerenc i l'hel·làdic mitjà. La construcció de la fortificació mitjançant murs ciclopis es feu en època micènica, al 1300 ae. Una llegenda deia que havia estat construït per Hèracles quan lluità contra els elis. S'ha suggerit que podria identificar-se amb la ciutat de Larisa, Mírsino, o Nérico, mentre que la denominació de muralla de Dime es degué adoptar en el període hel·lenístic.
Entre el final de l'edat del bronze i l'època protogeomètrica no s'ha provat que el lloc continuara habitat. Després fou escenari d'alguns fets històrics. Pertanyia a la ciutat acaia de Dime quan, durant la guerra social, fou ocupada pels elis, dirigits per Eurípides al 220 ae, després d'haver derrotat Micos de Dime, comandant segon dels aqueus. Després la recuperà Filip V de Macedònia i la retornà a Dime (219 ae). En època romana era part de la colònia Iulia Augusta Dumaeorum. Durant l'època romana d'Orient un mur dividia l'acròpoli en dues parts i s'hi construí una torre. El lloc, l'ocuparen també els venecians en dues ocasions. Durant el segon període venecià, entre 1685 i 1715, l'envaïren 1.000 colons procedents de Lidoriki, una població de Fòcida. És possible que fora en aquest període quan s'usà com a cementeri la part nord de l'acròpoli.
Al segle xix estava deserta, però al s. XX l'utilitzà l'exèrcit italià com a campament durant la Segona Guerra Mundial i causà grans danys a les restes antigues.

## Restes arqueològiques

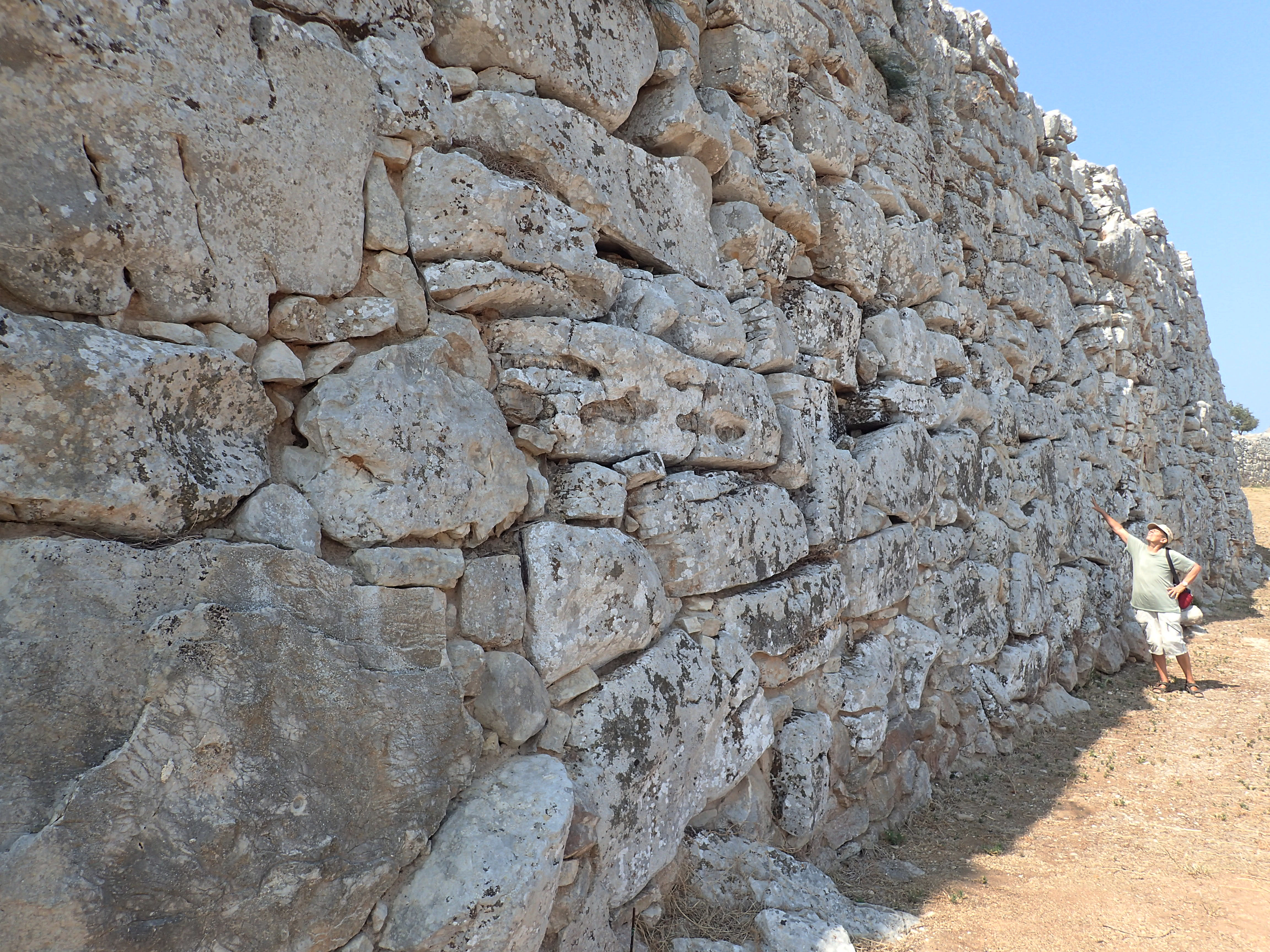
Detall del mur septentrional

El jaciment arqueològic, l'excavà Efthymios Mastrokostas en la dècada de 1960. S'hi han trobat restes que van des del Neolític fins a l'època romana.
La fortificació fa uns 250 m de llarg, té una alçada de 8,40 m i una grossària de 4,5 i 5,5 m. S'hi accedia a l'interior per tres portes. És l'única acròpoli micènica fortificada que s'ha trobat en l'oest de Grècia. Tres dels quatre costats de l'acròpoli estan envoltats per aquest mur. El costat meridional no es fortificà perquè és el vessant més abrupte i devia estar protegit per la mar en l'hel·làdic recent (després els sediments d'un riu provocaren que a l'indret es formara una llacuna que s'està dessecant a poc a poc).
Entre les restes trobades hi ha un altar del període geomètric, situat al costat de la porta principal, al nord-est. S'hi descobriren moltes ofrenes votives de diversos períodes, des de l'època arcaica fins al període hel·lenístic. També hi havia dues inscripcions datades dels s. IV i II ae, en què apareixen dues parelles de déus que probablement eren venerats ací: Afet i Afrodita en una d'aquestes i Eniali i Àrtemis en l'altra.